# George Hawi
George Hawi (Arabisch: جورج حاوي, Dschūrdsch Ḥāwī) (Bteghrin, 5 november 1938 – Beiroet, 21 juni 2005) was een prominent Libanees leider en partij-ideoloog binnen de communistische partij in Libanon, de Libanese Communistische Partij (LCP). Op 21 juni 2005 werd hij in de ochtend door een autobom gedood die onder zijn stoel was geplaatst. Bij de aanslag werd zijn chauffeur Thabet Bezi ernstig gewond. Na de moord op oud-premier Rafiq Hariri en journalist Samir Kassir was George Hawi de derde invloedrijke Libanees met een sterke anti-Syrische mening die is gedood in 2005. Zie ook het overzicht van aanslagen in Libanon.
Hawi werd geboren in het dorpje Bteghrin, gelegen in het Metn-gebied in Midden-Libanon. In 1955 werd hij lid van de LCP en werd een belangrijke leider van de Studentenbond. Hij was nauw betrokken bij het organiseren van demonstraties en stakingen tijdens zijn studententijd.
In 1964 werd Hawi gearresteerd voor zijn bijdrage aan een staking tegen het staatsmonopolie op tabak dat de Libanese overheid indertijd had. Daarna werd hij in 1969 tot een celstraf veroordeeld wegens zijn deelname aan een Pro-Palestijnse demonstratie op 23 april in dat jaar. Vervolgens kreeg Hawi nogmaals gevangenisstraf voor agressie tegen het Libanese leger.
Hoewel Hawi in 1967 uit de LCP werd gezet wegens zijn oproep om de banden met de toenmalige Sovjet-Unie te herzien, trad hij kort daarop weer toe tot de partij. In 1979 werd hij gekozen tot de secretaris-generaal, een positie die hij tot aan 1993 behield.
Hawi was een van de eersten die zich verzette tegen de Israëlische bezetting van het zuiden van Libanon, voorafgaand aan de invasie van Beiroet in 1982. Hiertoe werkte hij nauw samen met Mohsen Ibrahim, de leider van het Libanese Nationale Verzetsfront. Ook richtte hij tijdens de Libanese burgeroorlog, die duurde van 1975 tot 1990, een militie op, de Popular Guard genaamd.
Nadat Hawi de LCP had verlaten in 2000, nam hij deel aan het nationale verzoeningsproces in een poging om de sektarische en etnische verdeling te beëindigen. Zo stelde hij in 2003 een nationale conferentie voor met zijn aartsvijanden van toen, Michael Aoun en Samir Geagea.
Alhoewel Hawi van oudsher als pro-Syrisch kon worden aangemerkt, had hij zich de laatste jaren steeds kritischer opgesteld. Tijdens de parlementsverkiezingen in 2005 koos hij de kant van de oppositie. Ook was hij actief betrokken bij de anti-Syrische beweging die ontstond ten gevolge van de moord op voormalig premier Rafik Hariri.
Hij liet zijn vrouw, dr. Sossie Modoyan, een oogarts, zijn dochter Rima en stiefzoon Rafi Madoyan achter.